# St Clears
St Clears (wal. Sanclêr) – miasto w południowej Walii, w hrabstwie Carmarthenshire, położone nad rzeką Tâf.
Populacja: 2820 mieszkańców (według spisu z 2001 roku).